# 布拉克錫爾蒂夫河
53°20′02″N 8°29′24″E / 53.333926°N 8.490031°E
布拉克錫爾蒂夫河（德語：Braker Sieltief），是德國的河流，位於該國西北部，由下薩克森州負責管轄，屬於威悉河的左支流，河道全長9公里，河畔城鎮有奧弗爾根訥。